# L'Âge de raison (film, 2010)
Pour les articles homonymes, voir Âge de raison.
Pour plus de détails, voir Fiche technique et Distribution.
L'Âge de raison est un film français réalisé par Yann Samuell, sorti en 2010.

## Synopsis
Le jour de ses 40 ans Margaret (Sophie Marceau), femme d’affaires accomplie, reçoit un colis contenant des lettres, écrites par elle-même lorsqu'elle avait 7 ans, adressées à la future-femme qu'elle deviendrait à 40 ans. C'est l'occasion pour Margaret de faire un bilan sur sa vie, par rapport à ses ambitions de petite fille...

## Fiche technique
- Titre : L'Âge de raison
- Réalisation : Yann Samuell
- Scénario : Yann Samuell
- Décors : Jean-Michel Simonet
- Costumes : Fanny Drouin
- Photographie : Antoine Roch
- Montage : Andréa Sedlackova
- Musique : Cyrille Aufort et Lisa Mitchell
- Production : Philip Boëffard, Eve Machuel, Christophe Rossignon, Patrick Quinet
- Sociétés de production : Nord Ouest Production, Artemis Production, Mars Films, en association avec les SOFICA Cinémage 4 et Cofinova 6
- Société de distribution : Mars Distribution
- Pays d’origine :  France
- Langue : français
- Format : couleur
- Genre : comédie
- Durée : 97 minutes (1 h 37)
- Date de sortie :
  - France : 28 juillet 2010

## Distribution
- Sophie Marceau : Marguerite
- Marton Csokas : Malcolm

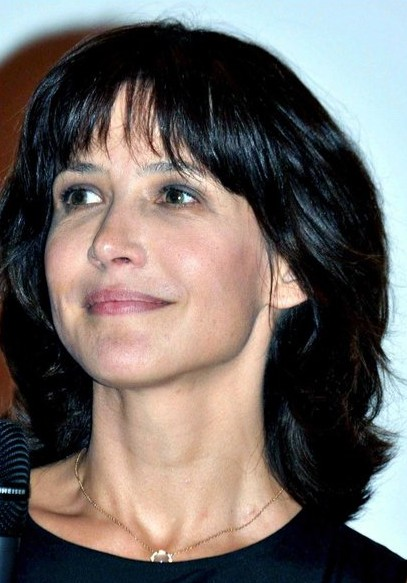
L'actrice principale Sophie Marceau, à l'avant-première du film.

- Michel Duchaussoy : Maître Fernand Mérignac
- Jonathan Zaccaï : Philibert
- Emmanuelle Grönvold : Laura De Lorca
- Juliette Chappey : Marguerite (enfant)
- Thierry Hancisse : Mathieu
- Roméo Lebeaut : Philibert (enfant)
- Jarod Legrand : Mathieu (enfant)
- Alexis Michalik : L'assistant de Margaret
- Raphaël Devedjian : Simon
- Déborah Marique : La maman de Marguerite
- Emmanuel Lemire : Le papa de Marguerite
- Christophe Rossignon : Huissier
- Mireille Séguret : Madame Vermier
- Bernard Gerland : Vieux monsieur
- Franck Adrien : Employé de Hall
- Haiwei Shu : Entrepreneur